# Erlau (Altomünster)
Erlau ist eine Einöde auf der Gemarkung Stumpfenbach im oberbayerischen Markt Altomünster im  Landkreis Dachau.
Sie liegt auf freier Feldflur etwa zwei Kilometer südöstlich des Ortskerns von Altomünster auf einer Höhe von etwa 523 m ü. NHN und wird dem Gemeindeteil Stumpfenbach zugerechnet.

## Geschichte
Der Ort geht auf das Jahr 1869 zurück und lag auf dem Gebiet der damaligen Gemeinde Stumpfenbach, die am 1. Januar 1972 nach Altomünster eingemeindet wurde.